# Chlorure de titane(II)
Le chlorure de titane(II) est le composé chimique de formule brute TiCl2. Ces cristaux noirs ont encore été peu étudiés à cause de leur forte réactivité chimique : Ti(II) est un ion fortement réducteur. Il présente une forte affinité pour l'oxygène et réagit de façon irréversible avec l'eau pour former du dihydrogène. On le prépare habituellement par dismutation thermique de TiCl3 à 500 °C. Cette réaction est pilotée par la fixation de TiCl4 volatil :
2 TiCl3 → TiCl2 + TiCl4
Cette méthode est semblable à la conversion de VCl3 en VCl2 et VCl4.
Le chlorure de titane(II) cristallise en strates comme l'iodure de cadmium, de sorte que les sites Ti(II) ont une coordination octaédrique avec leurs six ligands chlorure,.

## Dérivés
On connaît des complexes moléculaires du type TiCl2(chel)2, où chel est une diphosphine (CH3)2PCH2CH2P(CH3)2 et une TMEDA ((CH3)2NCH2CH2N(CH3)2). On les obtient par réduction des complexes apparentés de Ti(III) et Ti(IV).
On a mis en évidence des comportements électriques inhabituels dans ces complexes : TiCl2[(CH3)2PCH2CH2P(CH3)2]2 est paramagnétique, avec trois états fondamentaux, alors que Ti(CH3)2[(CH3)2PCH2CH2P(CH3)2]2 est diamagnétique
Un dérivé solide du chlorure de titane(II) est Na2TiCI4, qu'on a obtenu par réaction de titane métallique avec du TiCl3 dans un courant de chlorure de sodium. Cette espèce chimique adopte une structure en chaîne linéaire où, là aussi, les sites Ti(II) ont une coordination octaédrique avec les halogénures terminaux.